# 사마천

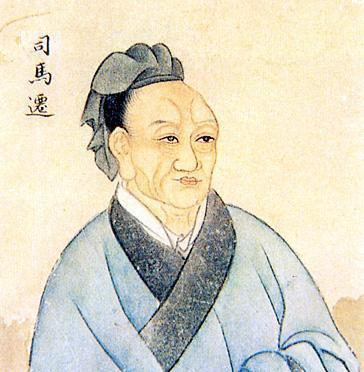
사마천

사마 천(중국어 간체자: 司马迁, 정체자: 司馬遷, 병음: Sīmǎ Qiān 쓰마첸[*], 기원전 145년경 - 기원전 86년경)은 중국 전한(前漢) 시대의 역사가이다. 산시성 용문(龍門)(현재 위남시 한청시)에서 태어났다. 자는 자장(子長)이며, 아버지인 사마담의 관직이었던 태사령(太史令) 벼슬을 물려받아 복무하였다. 태사공(太史公)이라고 불리기도 했다. 후에 이릉 사건에 연루되었다. 이릉 장군이 흉노와의 전쟁에서 중과부적으로 진 사건에서 이릉을 변호하다 무제의 노여움을 사서 궁형을 받게 된 것이었다. 사마천은 《사기》의 저자로서 동양 최고의 역사가의 한 명으로 꼽히어 중국 '역사의 아버지'라고 일컬어진다. 실제 사마천의 사기는 역사를 사가가 해석한 글로 존중받는다.
사마천(司馬遷)은 중국(中國) 역사상 최초의 체계적인 이론을 가진 논자(論者)이다. 
탁월하고 비범하며 스스로 때를 놓치지 않으며 천하에 왕후장상(王侯將相)의 공명을 세우는 힘이 대표적이다.

## 생애

### 학문
주나라의 역사가 집안인 사마 가문의 후손이며, 아버지인 사마담은 전한의 천문, 달력, 기록을 맡아 처리하는 부서의 장관인 태사령으로 천문과 달력에 밝고, 고전에도 통달하였다. 20세경 낭중(郎中)이 되어 무제를 수행하여 강남(江南)·산둥(山東)·허난(河南) 등의 지방을 여행하였다.

### 태사령
사마천이 36살 때인 기원전 110년, 사마담은 태산에서 거행된 무제의 봉선 의식에 참석하지 못하게 한 것을 분하게 여기다가 병이 나서 죽었는데, 죽을 때 아들 사마천에게 생전부터 편찬하던 역사서의 편찬을 완료해 줄 것을 부탁한다. 기원전 108년, 사마담이 세상을 떠나자 사마천은 아버지의 뒤를 이어서 태사령이 되었다.

### 태초력
사마천의 나이 42살쯤 역법을 개정하여 태초력을 기원전 104년 무제 (태초 원년)에 완성하였다. 그 후 부친의 유언에 따라 역사서를 편찬하는 일에 착수하였다.

### 이릉 변호와 궁형
기원전 99년 무제의 명으로 흉노를 정벌하러 떠났던 장군 이릉이 패하여 포로가 된 사건이 일어났다. 이 사건 보고받은 무제는 진노하여, 이릉의 처분 문제를 결정하기 위한 중신 회의 열었다. 신하 모두 이릉을 비난하고는 이릉의 가족 모두 능지 처참하자고 주장하였으나, 사마천은 이릉의 충절과 용맹을 찬양하고 두둔했기에 이릉을 질투한 이광리의 모함을 받아서 무제의 노여움을 사게 되었다. 사마천은 태사령의 직책에서 파면을 당하고 감옥에 갇히는 신세가 되었다. 사마천은 사형을 받게 되었는데, 당시 사형을 면하는 것은 두 가지 방법, 즉, 어마어마한 벌금을 내거나 궁형을 받는 것 둘뿐이었다. 이 벌금의 액수라는 것이 당시 기준으로 50만 전이었는데 이는 상상을 초월하는 수준이라서 정병 5천 명을 1년 동안 운영하는 데 드는 비용 총합과 맞먹는 금액이었다. 이 때문에 사마천이 태사령이라는 직책으로 받는 녹봉으로 이 벌금을 내는 것은 불가능했다. 당시의 시대적 상황은 궁형을 받느니, 죽음을 택하는 것이 옳다고 생각하는 사회 풍조였으나, 사마천은 《사기》의 완성을 위해 궁형을 받아들였다(궁형으로 인하여 고환이 제거되어 그의 초상화에는 수염이 없다). 궁형으로 죽음을 모면한 사마천은 아버지의 대부터 편찬중이었던 역사서 《사기》의 편찬을 완료하였다.
사실 이는 한 무제가 객관적인 평가를 한 게 아니라 이광리가 이릉을 처벌해야 한다고 주장했기 때문인데 이광리의 여동생이 한 무제의 후궁이었다.

### 중서령
그 후 무제의 신임을 회복하여 환관 최고의 관직인 중서령(中書令)에 임명되었다.
무제의 신임을 얻는 과정에서 사마천에게는 다소 억울한 부분이 있었다. 사마천이 궁형을 당한 이후 이광리는 무제를 폐하고 자신의 여동생이 낳은 무제의 서자인 창읍왕 유박을 천자에 제위시키기 위해 난을 일으켰다가 무제에게 진압당했으며 이 때문에 무제가 이광리의 구족을 멸했다. 단순히 이런 일 때문에 무제는 사마천을 위로하고 다시 중용했다.

## 업적
그가 중국 최초의 임금인 황제(黃帝)에서 무제에 이르는 역사를 인물별로 나누어 쓴 <사기> 130권은 형식적으로나 내용적으로나 획기적인 역사책이다. 이런 형식을 기전체라고 하는데, 연대순으로 써가는 편년체와 함께 역사 기록 방법의 하나이다.

## 저서 및 작품
- 《사기(史記)》
- 〈보임안서〉 (報任安書)(《한서》 권62, 〈열전〉32, 사마천; 《문선》 권41)
- 〈비사불우부〉(悲士不遇賦)(《예문유취》 권30, 〈인부(人部)〉14, 원(怨))